# تاکویا اونیشی
تاکویا اونیشی (به انگلیسی: Takuya Onishi) فضانورد اهل کشور ژاپن است که در ۱۹۷۵ میلادی در نریما، توکیو زاده شد.